# Eunidia rondoni
Eunidia rondoni là một loài bọ cánh cứng trong họ Cerambycidae.